# Lloyd Bourne
Lloyd Bourne (nacido el 18 de octubre de 1958) es un tenista profesional estadounidense. Su mejor ranking individual fue el Nº73 alcanzado el 3 de enero de 1983.

## Títulos: 1 (0+1)
| Leyenda                     | Individuales | Dobles |
| --------------------------- | ------------ | ------ |
| Grand Slam                  | 0            | 0      |
| ATP World Tour Finals       | 0            | 0      |
| ATP World Tour Masters 1000 | 0            | 0      |
| ATP World Tour 500 Series   | 0            | 0      |
| ATP World Tour 250 Series   | 0            | 1      |
| ATP Challenger Series       | 0            | 0      |